# Ebba von Wachenfeldt

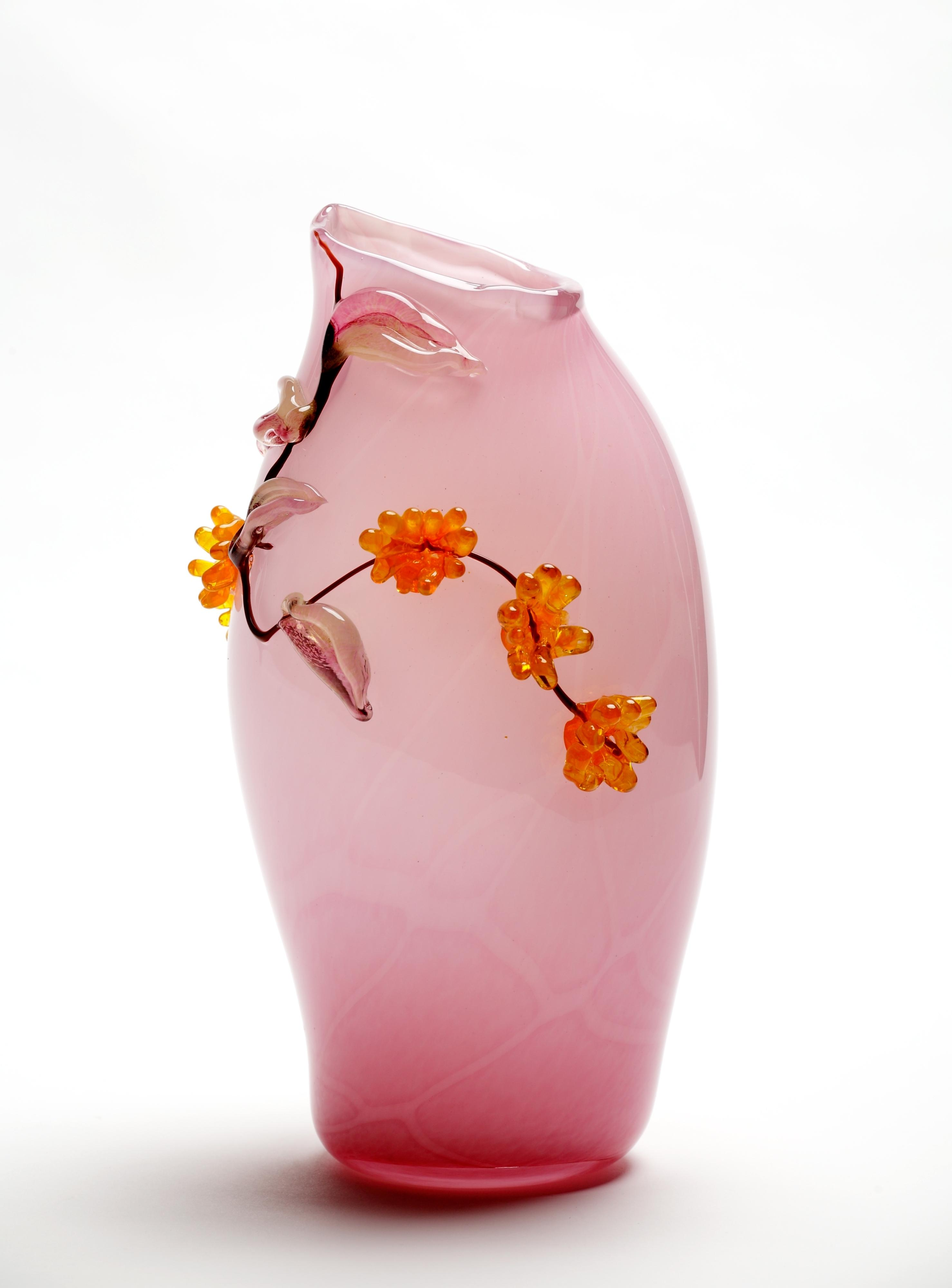
Vas Kinesiska Urna designad av Ebba von Wachenfeldt och blåst av Jan-Erik Ritzman 2005

Ebba Elisabeth Loodh von Wachenfeldt, född 7 augusti 1959 i Stockholm, är en svensk glaskonstnär, glasblåsare och formgivare.
Ebba von Wachenfeldts glaskonst karakteriseras av blåst och skulpterat glas med ett organiskt formspråk och starka färger. Hon är en av föregångarna med asymmetriskt glas. Hennes mest uppmärksammade glasserie "cellofan" visades bland annat på design-utställningen D-day på Centre Pompidou. Hon är utbildad på Orrefors glasskola och Penland School for Arts and Crafts i North Carolina i USA.

## Arbete
Ebba von Wachenfeldt har arbetat och vidareutbildat sig hos bland andra:
- Charlie Meaker i England
- Dale Chihuly i USA
- Kosta Boda glasbruk
- Åfors glasbruk
- Norway design i Norge
- Bülow glas i Danmark
- Lärare på Sweden Hills i Japan.

## Uppdrag
- Skapare av IVF:s monteringspris
- Utsmyckning i Oscarskyrkan i Stockholm
- Utsmyckning på Örebro sjukhus

## Verk på museum[2]
Ebba von Wachenfeldt finns representerad på
- Ebeltoft Glasmuseum i Danmark
- Museum of American Glass i Millville i USA
- Bornholms Kunstmuseum i Danmark
- Museum of Design and Applied Arts på Island
- Smålands museum i Växjö.